# Budišnja Ravan
Budišnja Ravan je naseljeno mjesto u općini Konjic, Federacija Bosne i Hercegovine, BiH.

## Stanovništvo

### 1991.
Nacionalni sastav stanovništva 1991. godine, bio je sljedeći:
ukupno: 55
- Hrvati – 55

### 2013.
Nacionalni sastav stanovništva 2013. godine, bio je sljedeći:
ukupno: 3
- Hrvati – 3

## Poznate osobe
- s. Meri Gotovac, tajnica Vijeća za pastoral duhovnih zvanja HBK, predsjednica Centra za zvanja Hrvatske konferencije viših redovničkih poglavara i poglavarica

## Vanjske poveznice
- Satelitska snimka  Arhivirana inačica izvorne stranice od 28. rujna 2020. (Wayback Machine)